# 梁應奇
梁應奇（1602年12月17日—17世紀），字平叔，四川嘉定州人，明朝、南明政治人物。

## 生平
天啟元年辛酉科第三十五名舉人，崇禎十三年（1640年）庚辰科詩三房會試第244名進士，殿試三甲109名，工部觀政，授宣城知縣，修築城渠，儲備糧食準備荒年。
弘光時，歷任工科、兵科給事中，催收兩廣錢糧。隆武帝繼位後，多次征戰而缺乏糧餉，鄭芝龍受命留在廣東督餉，抓拿遲到或延誤的十多人審問，也沒有人和應，潮州知府楊球因此不敢進入廣東；又命黃日煥檢查農田，於是他請求在兩項稅款內預借一兩銀，又請求撫按以下都需捐助，解決庫存銀米，不足夠則賣空銜官爵與伶人或雜役，狡猾者藉機裝顯貴，欺負鄰里。晉江知縣金允治到職審訊，訴訟雙方自稱官職，不服就在公堂上互相毆打，使得官吏人民騷動；加上連年饑荒，公東、福建盜賊橫行，兵民爭鬥，受害者渴望清兵來到，因清兵遲遲未來，歌謠說「敵行如蟹」。不久，梁應奇轉任吏科都給事中，監督兩廣糧餉，戶兵二部右侍郎方便行事，又上陳處置貪吏、革清隱匿、停收火耗、禁制牌票、阻止寄田、去除陪稅六事。
福京淪陷，梁應奇回到四川，再到肇慶謁見永曆帝；永曆四年（1650年）七月，朝廷任命他為兵部左侍郎，總督嘉定州、眉州，八年（1654年）時兼任副都御史，總督五省軍務，事敗後隱居在綏陽終老。